# 俞亦纲
俞亦纲（1958年12月—），男，汉族，中国杂技艺术家，现任中国杂技家协会副主席，上海杂技团团长。